# Kirche St. Joachim und St. Anna (Jáchymov)

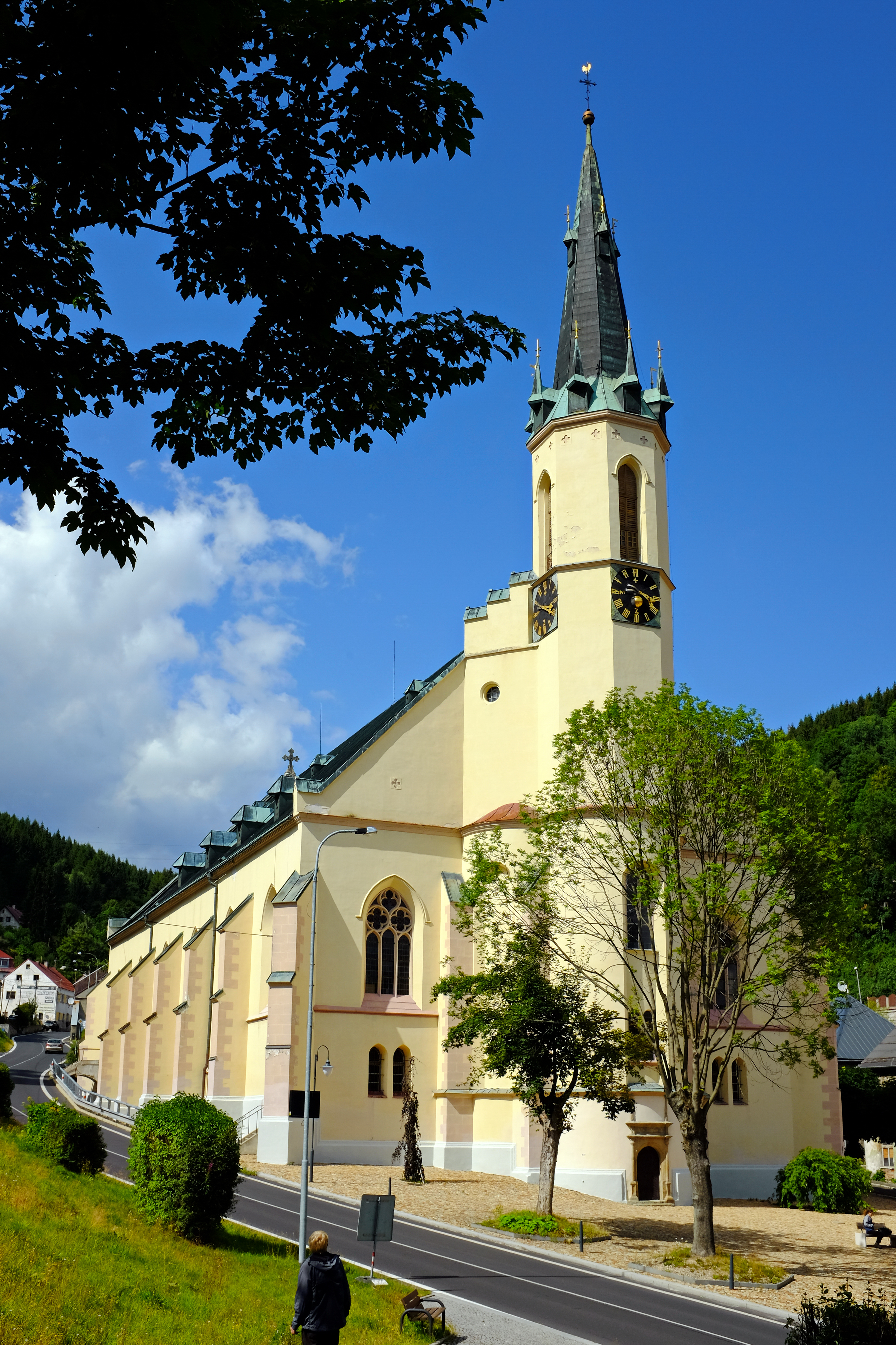
Kirche St. Joachim und St. Anna

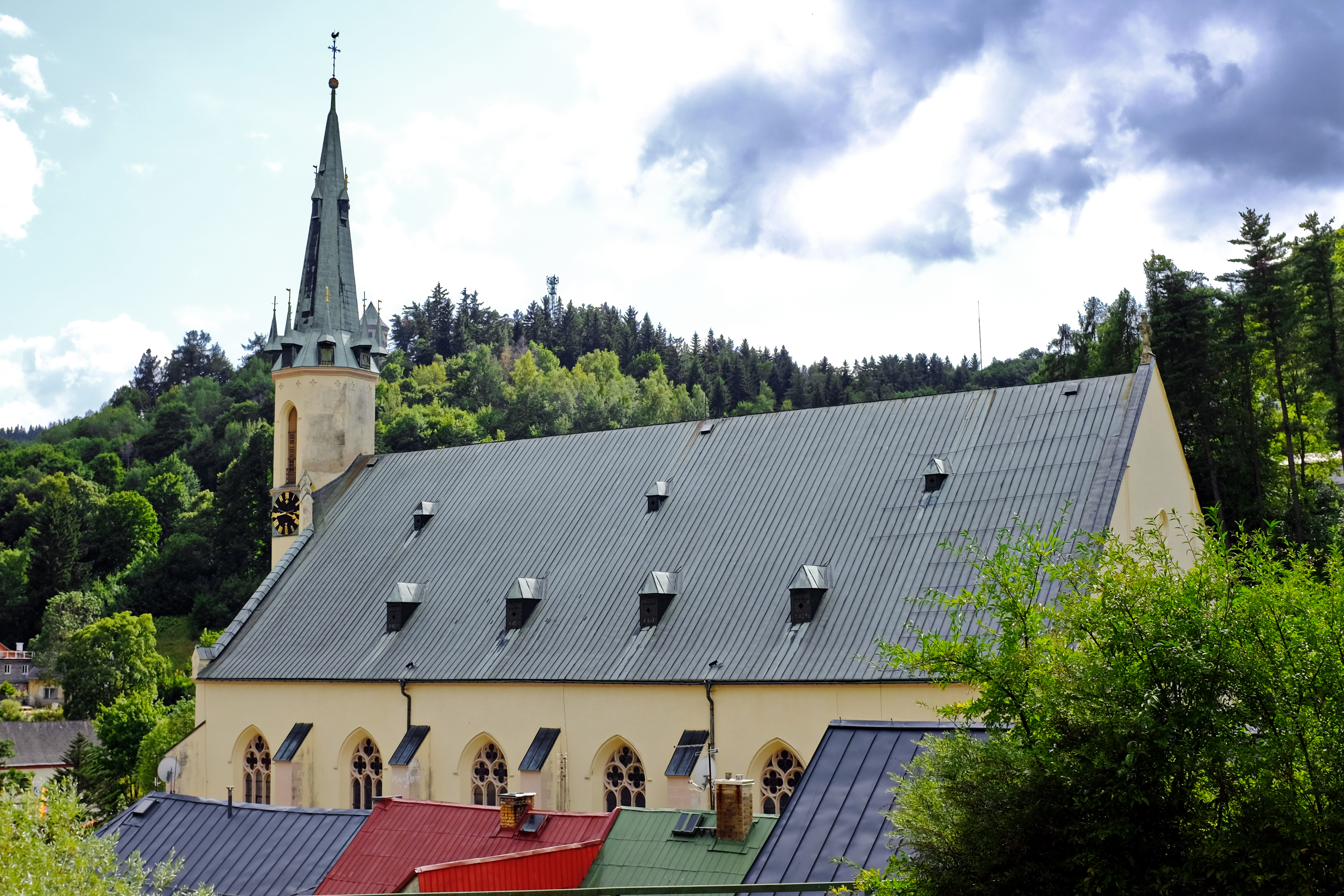
Kirchenschiff

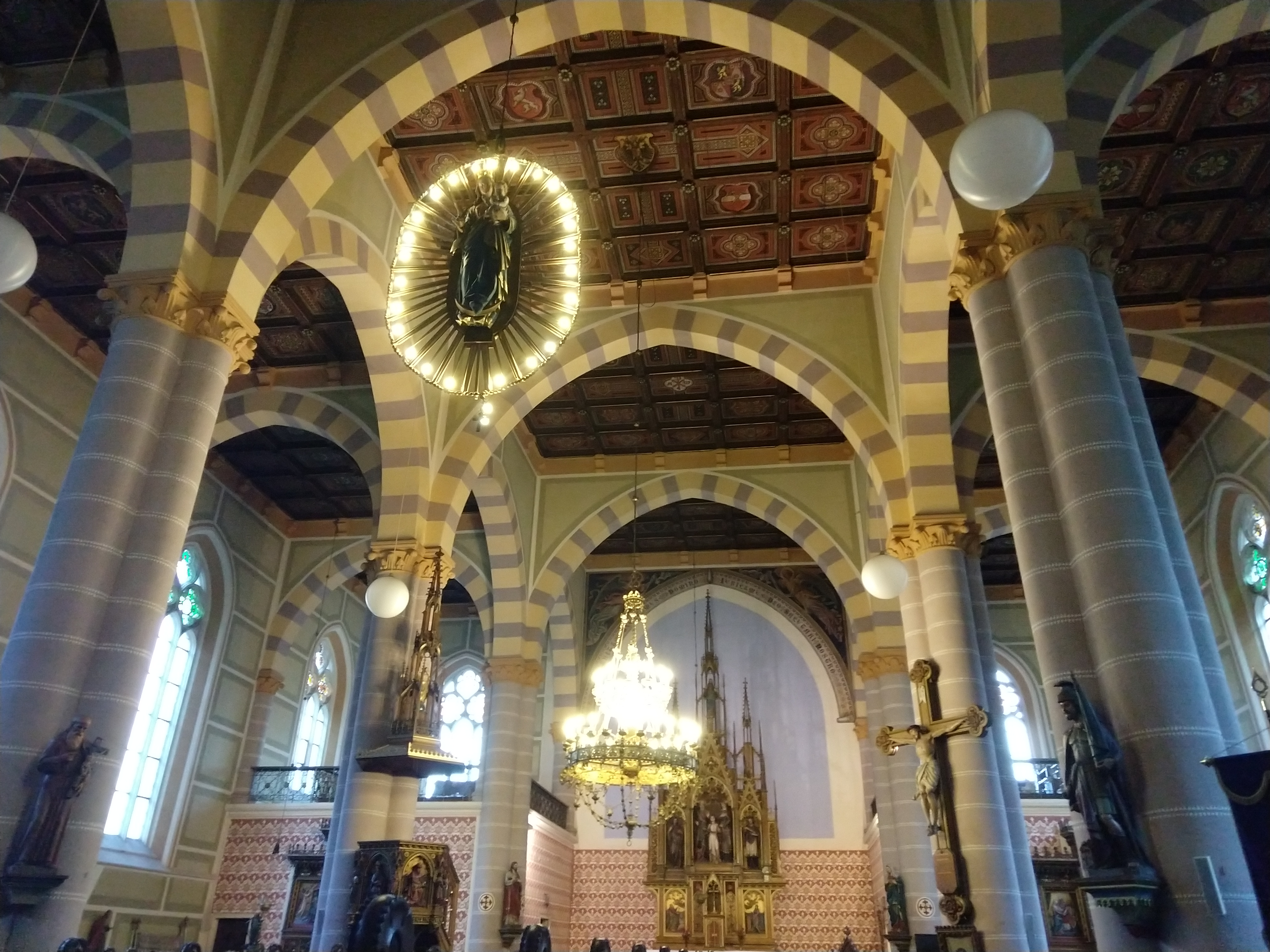
Innenraum

Die Stadtkirche St. Joachim und St. Anna (tschechisch Kostel svatého Jáchyma a svaté Anny) in Sankt Joachimsthal (Jáchymov) in der Karlsbader Region in Tschechien wurde von 1534 bis 1540 als erste lutherische Kirche in Böhmen errichtet. Der ursprüngliche Renaissancebau wurde 1624 katholisch geweiht und von 1764 bis 1785 im Stil des Spätbarocks umgestaltet. Nach einem Brand erhielt sie von 1874 bis 1876 ihre heutige, an die Gotik angelehnte Gestalt.

## Geschichte

### Vorgeschichte
Die Geschichte der Kirche ist eng mit dem im 16. Jahrhundert blühenden Silberbergbau der Stadt verbunden, die in dieser Zeit mit etwa 18.000 Einwohnern zu den bedeutendsten böhmischen Siedlungszentren zählte. Zunächst diente der Bevölkerung die Allerheiligenkirche, an einem Hang südöstlich des Stadtzentrums, als Pfarrkirche. Nachdem sie bereits 1523 die Reformation in Joachimsthal eingeführt hatten, ließen die Grafen Schlick ein neues repräsentatives Gotteshaus mit Platz für bis zu 3000 Besucher an einem steilen Hang im oberen Teil der Stadt errichten und ihre Grablege darin einrichten. Die Bauarbeiten, die mit der Grundsteinlegung am Montag nach Trinitatis 1534 begannen, legten sie in die Hände des Joachimsthaler Baumeisters Hans Kopp. In der noch unvollendeten Kirche trat Pfarrer Johannes Mathesius am 25. November 1537 seinen Dienst an. Unter der Regie des Baumeisters Johann Münnich kamen die Bauarbeiten 1540 zu einem Abschluss.
In den folgenden drei Jahrzehnten erhielt die Kirche ihre Ausstattung. 1542 wurde eine Glocke aufgehängt, drei Jahre später ließen die Brüder Hieronymus und Lorenz Schlick einen von Lucas Cranach d. Ä. angefertigten Altar aufstellen. Im Zuge der Rekatholisierung Böhmens wurde die Kirche 1624 als katholisches Gotteshaus neu geweiht. Es erhielt die Patrozinien des Heiligen Joachims und der Heiligen Anna. Die umfangreiche spätbarocke Umgestaltung des Innenraums in den Jahren 1764 bis 1785 umfasste das Aufstellen neuer Seitenaltäre, den Bau einer neuen Sakristei, die Neudekoration des Patronatsgestühls und den Einbau eines der Heiligen Dreifaltigkeit und der Heiligen Anna geweihten neuen Hauptaltars.

### Zerstörung und Wiederaufbau
Der Stadtbrand am 31. März 1873 zerstörte weite Teile der Kirche, von der nur die Umfassungsmauern und das Eingangsportal erhalten blieben. Die komplette Innenausstattung verbrannte. Nach Plänen des Architekten Josef Mocker und unter der Leitung Karl Franz Richters aus Johanngeorgenstadt begann am 14. April 1874 der Wiederaufbau, dessen Kosten in Höhe von 88.000 Gulden weitgehend durch Darlehen und Spenden finanziert wurden. 1875 erhielt die Kirche eine Orgel der Oettinger Firma G. F. Steinmeyer & Co. In den folgenden Jahren stifteten wohlhabende Bürger der Stadt neues Inventar, darunter Altar und Kanzel aus der Wiener Bildhauerwerkstatt Lehner.
Am 3. Mai 1958 wurde der Kirchenbau in das Staatliche Verzeichnis der Kulturdenkmäler eingetragen. Nach dem Verfall des Gotteshauses in der Zeit nach dem Zweiten Weltkrieg trieb die Stadt Jáchymov als Eigentümerin ab 1981 die schrittweise Erneuerung voran, die mit einer feierlichen Wiedereinweihung am 13. September 1992 abgeschlossen wurde.